# Johann Joachim Wolf
Johann Joachim Wolf, auch Johann Joachim Wolff (* 15. Februar 1656 in Parchim; † 1. Januar 1706 in Magdeburg) war ein deutscher evangelisch-lutherischer Geistlicher.

## Leben
Johann Joachim Wolf war ein Sohn des damaligen Parchimer Rektors und späteren Dompredigers in Hamburg Christian Sigismund Wolf. Er studierte ab 1675 als Stipendiat der Schabbelstiftung Evangelische Theologie an den Universitäten Wittenberg, Leipzig, Kiel und Gießen. In Gießen graduierte er 1678 als Magister.
Am 9. Juni 1680 wurde er nach bestandenem Examen Kandidat des Hamburger Geistlichen Ministeriums. 1683 erhielt er in Kiel nach einer Disputation unter dem Vorsitz von Matthias Wasmuth die Würde eines Lic. theol. Danach ging er als Hofprediger von Herzog Ferdinand Albrecht I. (Braunschweig-Wolfenbüttel-Bevern) nach Schloss Bevern. 1685 erhielt er einen Ruf als Diaconus (2. Pastor) an die St.-Ulrich-und-Levin-Kirche in Magdeburg, wo er bis zu seinem frühen Tod nach einem Schlaganfall auf der Kanzel blieb.
Wolf war in jungen Jahren dem radikalen Pietismus und seiner mystisch-chiliastischen Ausprägung bei Jakob Böhme und Wolfs Mit-Stipendiaten Johann Wilhelm Petersen und dessen Frau Johanna Eleonora Petersen zugetan. Auch den Visionen der Rosamunde Juliane von der Asseburg gegenüber soll er zuerst offen gegenüber gestanden haben. Später jedoch wandte er sich scharf davon ab. 1692/93, als sich das Ehepaar Petersen in Magdeburg aufhielt, sagte sich ihr „Weggefährte“ Wolf von ihnen los und es kam zu einer viel beachteten publizistischen Kontroverse zwischen Wolf und Petersen.

## Werke
- Positiones de gratia Dei universali. Kiel 1681
- Positiones de vera et reali praesentia corporis et sanguinis Domini nostri Jesu Christi in S. Coena. Kiel 1681
- Eccardus declaratus, seu de benefica voluntate Dei totius generis humani salutem affectante ut et vera ac reali corporis ac sanguinis Christi in S. Coena praesentia. Kiel 1681
- Epistola ad parentem qua Rich. Simonis historia critica veteris testamenti repetitur. Hamburg 1681
- Disp. inaug. de excussione Spiritus Sancti. Kiel 1683
- Das beste Glaubens-Bekenntniß: Ich bin ein Christ. Magdeburg 1690
- Dialogus cum amico de quaestione: An Chiliasmi subtilis assertores hodie publici argumentis, quae ex patrum scriptis afferunt, certo ac solide demonstrent, quod sententia de regno millenario sit catholica. Magdeburg 1692
- Abgenöthigte Antwort auf Dr. Joh. Wilh. Petersen öffentliche Stimme gegen das Urtheil eines Lichtscheuenden von dem gesegneten Reiche Christi. 1693
- Erstes Gespräch zwischen zwo Liebhaberinnen Jesu, Martha und Maria, vom Tausendjährigen Reiche Christi. Magdeburg 1693
- Christ. Scriveri Methodus concionandi concisa et utilissima ex colloquiis cum eo familiaribus observata et ad fratrem perscripta. Magdeburg 1699
- Anmerkungen über die Frage: Ob nach diesem Leben eine allgemeine Wiederbringung aller Creaturen zu hoffen, und kraft derselben, sovol die gefallenen und verdamten Engel oder Teufel, als auch Menschen, zum ewigen Leben wiedergebracht werden. Nach Anleitung des Ewigen Evangelii, welches ohnlängst von einem Mitgliede der Philadelphischen Gesellschaft verkündiget worden, an's Licht gegeben. Helmstedt 1699
- Das glücklich wieder gefundene alte Magdeburg, in seinem ersten Gottseligen Eifer vor die Evangelische Religion. Helmstedt 1701 (Digitalisat)